# Pingströrelsen i Danmark
Pingströrelsen i Danmark är en rörelse av fria församlingar, med rötter i den världsvida pingstväckelse som 1906 tog sin början på Azusa Street i Los Angeles.
Samma år kom den norske metodistpastorn Thomas Ball Barratt i kontakt med denna väckelse i USA och spred den till Skandinavien. 1908 besökte Barratt Köpenhamn där han höll en rad uppmärksammade väckelsemöten som bland andra resulterade i bildandet av Filadelfiaförsamlingen. 
Nästa danska pingstförsamling bildades 1912 i Lyngby.
En av de mest framträdande personerna i den unga danska pingstväckelsen var den kända skådespelerskan Anna Larssen (senare gift Bjørner). Det väckte stor uppmärksamhet när hon blev andedöpt under en av Barrats kampanjer, avslutade sin karriär på Dagmarteatern i Köpenhamn och ägnade sig åt väckelsearbetet. Hon och hennes make Sigurd Bjørner bildade i september 1919 Evangelieförsamlingen på Österbro. Denna församling lämnade 1924 pingströrelsen under inflytande av den internationella The Apostolic Church. Under senare år har ett närmande skett mellan Apostolsk Kirke och den danska pingströrelsen.
I dag har pingströrelsen över 5 000 medlemmar, fördelade på omkring 50 danska församlingar, och man upplever, till skillnad från den betydligt större svenska pingströrelsen, fortsatt tillväxt.